# بوس أوديو

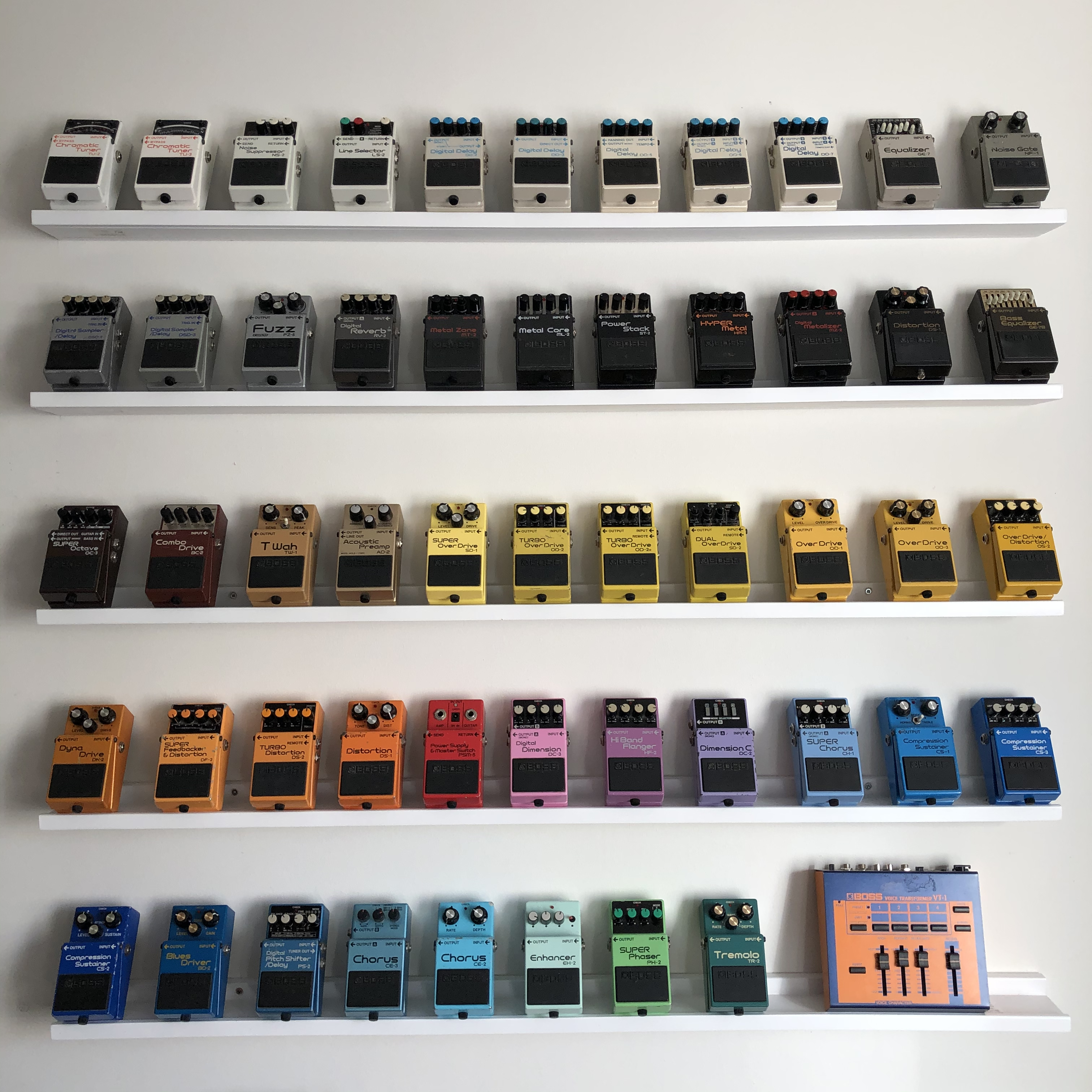

بوس أوديو سيستم (Boss Audio System)، هي مُصنع للأجهزة الإلكترونية القابلة للحمل (المحمولة). نظام بوس أوديو تعتبر من الأنظمة فرع تابع لAVA Enterprise، (أي في أي للمشاريع) والتي تمتلك أيضاً سامند ستورم وبلانت أوديو. يزكر لبوس أوديو انها أول من أدخل نظام الديسيبال في العالم الصوتي للسيارات، ولها فروع ومقرات رائيسية متاضامنة لهل في كل من أوكسنارد، كاليفورنيا، والصين، وهونغ كونغ، وتايوان، وكوريا الجنوبية.
تائسست الشركة سنة 1973، ويلحظ ان بوس أوديو في أستراليا شركة مختلفة عن بوس أوديو في كاليفورنيا